# Archie Shepp
Archie Shepp (Fort Lauderdale, 24 de Maio de 1937), é um saxofonista tenor, norte-americano, de jazz, do estilo hard bop, free jazz e avant-garde. Shepp é mais conhecido pela sua música Afrocêntrica do fim dos anos 1960, centrada na denúncia das injustiças enfrentadas pelos afro-americanos, e pelo seu trabalho com o New York Contemporary Five, Horace Parlan, e as colaborações com os seus contemporâneos do movimento "New Thing" (à letra, "Coisa Nova") principalmente Cecil Taylor e John Coltrane.

## Biografia
Shepp nasceu em Fort Lauderdale, Florida, mas cresceu em Filadélfia, Pennsylvania, onde estudou piano, clarinete e saxofone alto antes de se focar no saxofone tenor (ocasionalmente toca saxofone soprano e piano).  Estudou teatro no Goddard College entre 1955 e 1959, mas acabou por se tornar musico profissionalmente. Por um curto período tocou numa banda de Latin jazz antes de se juntar ao grupo do pianista avant-garde Cecil Taylor.
A primeira gravação de Shepp, sob o seu próprio nome, "Archie Shepp - Bill Dixon Quartet" foi publicada pela Savoy Records em 1962, e apresentava uma composição de Ornette Coleman. A ligação com Coleman aumenta com a criação do New York Contemporary Five, que incluia Don Cherry.
Entretanto o apreço que lhe tinha John Coltrane, conduziu-o à realização de gravações para a Impulse Records, a primeira das quais foi "Four for Trane" em 1964, um album principalmente de composições de Coltrane no qual é acompanhado pelo seu amigo trombonista de longa data, Roswell Rudd, baixista Reggie Workman e o saxofonista alto John Tchicai. O album Giant Steps, de 1960, tinha sido um do mais conhecidos de Coltrane, e possivelmente um dos mais importantes albuns da história do Jazz.
Shepp participou também na sessão de Coltrane "A Love Supreme no fim de 1964, mas nenhum dos takes em que participou foi incluido no LP final (foram disponibilizadas pela primeira vez apenas na reedição de 2002). Contudo, Shepp, juntamente com Tchicai e alguns outros musicos das sessões "Four for Trane" gravaram então Ascension em 1965, com Coltrane, e o seu lugar com Coltrane na primeira linha de cena do jazz avant-garde epitomizada quando a dupla dividiu o disco New Thing at Newport lançado em finais de 1965, o primeiro lado com um "set" de Coltrane, e o segundo com um "set" de Shepp.
Em 1965, Shepp lançou "Fire Music", que incluia os primeiros sinais cada vez mais proeminente consciência politica e afrocentrismo; incluia a leitura de uma elegia para Malcolm X, e o próprio titulo é derivado de um tradição musical cerimonial africana. "The Magic of Ju-Ju" em 1967 também vai buscar o seu título à tradição musical africana, mas desta vez a música mergulhou totalmente na música do continente, utilizando um grupo de percussão africano.  Nessa altura, muitos músicos de jazz Afro-americanos estavam a ser influenciados pelas várias tradições culturais e musicais do continente Africano; a par de Pharoah Sanders, Shepp esteve na frente deste movimento. "The Magic of Ju-Ju" definiu o som de Shepp para os anos seguintes: linhas de saxofone free jazz avant-garde ligadas com os ritmos e ideologias de Africa.
Na década seguinte Shepp continuou o experimentalismo, incluindo por várias vezes músicos de harmónica e recitadores de poesia nos seus grupos.  Com o album de 1972 "Attica Blues" e "The Cry of My People", clama pelos direitos civis identificando-se com o Movimento dos Direitos Civis; o primeiro album é uma resposta aos motins da prisão de Attica.  Shepp também escreve para teatro; os seu trabalhos nesta àrea incluem The Communist (1965) e Lady Day: A Musical Tragedy (1972). Ambos foram produzidos por Robert Kalfin e o Chelsea Theater Center.
A partir de 1971, Shepp inicia uma carreira de 30-year como professor de música na "University of Massachusetts - Amherst". Os dois primeiros cursos de Shepp's foram intitulados "Conceitos revolucionários na música afro-americana" ("Revolutionary Concepts in African-American Music") e "A música negra no teatro" ("Black Musician in the Theater.")   Shepp foi também professor de Estudos afro-americanos na "State University of New York" (SUNY) em Buffalo, Nova York. 
Desde os finais da década de 1970, a carreira de Shepp oscilou entre vários antigos e novos territórios. Continuou a explorar a música africana, enquanto gravava também blues, baladas, e espirituais (no album de 1977 "Goin' Home" com Horace Parlan) ou gravou tributos a figuras de um jazz mais tradicional como Charlie Parker e Sidney Bechet, enquanto noutras alturas mergulhava no R&B, ou gravava com vários músicos europeus como Jasper van't Hof, Tchangodei e Dresch Mihály. Desde o início da década de 1990, tocou frequentemente com o trompetista francês Eric Le Lann.  Shepp é destacado no documentário de 1981 "Imagine the Sound" no qual fala, lê a sua poesia e toca.  Shepp também aparece em "Mystery, Mr. Ra", um documentário francês de 1984 acerca de Sun Ra. O filme também inclui imagens de Shepp tocando com a Sun Ra's Arkestra.
Em 2002, Shepp aparece no album "Red Hot and Riot" da Red Hot Organization, de tributo a Fela Kuti. Shepp apareceu numa faixa intitulada "No Agreement" ao lado de Res, Tony Allen, Ray Lema, Baaba Maal, e Positive Black Soul.  Em 2004 Archie Shepp fundou a sua própria editora musical, "Archieball", juntamente com Monette Berthomier. A editora está situada em Paris, França, e apresenta colaborações com Monica Passos, Bernard Lubat e Frank Cassenti.

## Discografia

### Como lider
| Year | Album                                                        | Label                     | Notes                                                                      |
| ---- | ------------------------------------------------------------ | ------------------------- | -------------------------------------------------------------------------- |
| 1962 | Archie Shepp - Bill Dixon Quartet                            | Savoy Records, (MG-12178) |                                                                            |
| 1964 | Archie Shepp & The New Contemporary 5/The Bill Dixon 7-Tette | Savoy Records, (MG-12184) |                                                                            |
| 1963 | The House I Live In                                          | Steeplechase Records      | com Lars Gullin                                                            |
| 1964 | Four for Trane                                               | Impulse!                  |                                                                            |
| 1965 | Fire Music                                                   | Impulse!                  |                                                                            |
| 1965 | On This Night                                                | Impulse!                  |                                                                            |
| 1965 | New Thing at Newport                                         | Impulse!                  |                                                                            |
| 1966 | Archie Shepp Live in San Francisco                           | Impulse!                  |                                                                            |
| 1966 | Three for a Quarter, One for a Dime                          | Impulse!                  |                                                                            |
| 1966 | Mama Too Tight                                               | Impulse!                  |                                                                            |
| 1967 | The Magic of Ju-Ju                                           | Impulse!                  |                                                                            |
| 1968 | The Way Ahead                                                | Impulse!                  |                                                                            |
| 1968 | For Losers                                                   | Impulse!                  |                                                                            |
| 1969 | Kwanza                                                       | Impulse!                  |                                                                            |
| 1969 | Live at the Pan-African Festival                             | BYG-Actuel                |                                                                            |
| 1969 | Yasmina, a Black Woman                                       | BYG-Actuel                |                                                                            |
| 1969 | Poem for Malcolm                                             | BYG-Actuel                |                                                                            |
| 1969 | Blasé                                                        | BYG-Actuel                |                                                                            |
| 1969 | Black Gipsy                                                  | America                   |                                                                            |
| 1970 | Pitchin Can                                                  | America                   |                                                                            |
| 1970 | Doodlin'                                                     | Inner City                |                                                                            |
| 1970 | Archie Shepp & Philly Joe Jones                              | America                   |                                                                            |
| 1972 | Coral Rock                                                   | America                   |                                                                            |
| 1970 | Archie Shepp and the Full Moon Ensemble                      | BYG-Actuel                |                                                                            |
| 1971 | Things Have Got to Change                                    | Impulse!                  |                                                                            |
| 1972 | Attica Blues                                                 | Impulse!                  |                                                                            |
| 1972 | The Cry of My People                                         | Impulse!                  |                                                                            |
| 1975 | There's a Trumpet in My Soul                                 | Freedom                   |                                                                            |
| 1975 | Montreux One                                                 | Freedom                   |                                                                            |
| 1975 | Montreux Two                                                 | Freedom                   |                                                                            |
| 1975 | Body and Soul                                                | Horo                      |                                                                            |
| 1975 | Jazz a Confronto 27                                          | Horo                      |                                                                            |
| 1975 | Mariamar                                                     | Horo                      |                                                                            |
| 1975 | A Sea of Faces                                               | Black Saint               |                                                                            |
| 1975 | Bijou                                                        | Musica Records            |                                                                            |
| 1975 | U-Jaama (Unite)                                              | Uniteledis                |                                                                            |
| 1976 | Steam                                                        | Enja                      |                                                                            |
| 1976 | Hi-Fly                                                       | Compendium                | com Karin Krog                                                             |
| 1976 | Force: Sweet Mao - Suid Africa '76                           | Uniteledis                | com Max Roach                                                              |
| 1977 | Goin' Home                                                   | Steeplechase              | com Horace Parlan                                                          |
| 1977 | In the Tradition                                             | Horo                      |                                                                            |
| 1977 | The Rising Sun Collection                                    | Just a Memory             |                                                                            |
| 1977 | A Touch of the Blues                                         | Fluid Records             | com Joe Lee Wilson                                                         |
| 1977 | Ballads for Trane                                            | Denon                     |                                                                            |
| 1977 | Day Dream                                                    | Denon                     |                                                                            |
| 1977 | On Green Dolphin Street                                      | Denon                     |                                                                            |
| 1977 | Parisian Concert Vols. 1 & 2                                 | Sun                       |                                                                            |
| 1977 | Live in Europe                                               | Sun                       |                                                                            |
| 1978 | Duet                                                         | Denon                     | com Dollar Brand                                                           |
| 1978 | Live in Tokyo                                                | Denon                     |                                                                            |
| 1978 | Maple Leaf Rag                                               | Fluid                     |                                                                            |
| 1979 | Bird Fire: A Tribute To Charlie Parker                       | West Wind Records         |                                                                            |
| 1979 | Invitation                                                   | Sun                       | Siegfried Kessler Trio featuring Archie Shepp                              |
| 1980 | Trouble in Mind                                              | Steeplechase              | com Horace Parlan                                                          |
| 1981 | Looking at Bird                                              | Steeplechase              | com Niels-Henning Orsted Pedersen                                          |
| 1981 | I know about the life                                        | Sackville                 | com Kenny Werner, Santie Debriano and John Betsch                          |
| 1981 | Passport To Paradise: Archie Shepp plays Sydney Bechet       | West Wind                 |                                                                            |
| 1982 | Mama Rose                                                    | West Wind                 |                                                                            |
| 1982 | Soul Song                                                    | Enja                      |                                                                            |
| 1984 | Down Home New York                                           | Soul Note                 |                                                                            |
| 1984 | African Moods                                                | Circle (Germany)          |                                                                            |
| 1984 | Devil Blues                                                  | Circle                    |                                                                            |
| 1984 | Archie Shepp and Jeanne Lee                                  | West Wind                 |                                                                            |
| 1984 | Tenor Saxes                                                  | Circle                    |                                                                            |
| 1985 | California Meeting: Live on Broadway                         | Soul Note                 |                                                                            |
| 1985 | Little Red Moon                                              | Soul Note                 |                                                                            |
| 1985 | Passion                                                      | 52e Rue Est               |                                                                            |
| 1987 | En concert: 1st set                                          | 52e Rue Est               |                                                                            |
| 1987 | En concert: 2nd set                                          | 52e Rue Est               |                                                                            |
| 1987 | Splashes                                                     |                           | Tributo a Wilbur Little, com Horace Parlan, Harry Emmery e Clifford Jarvis |
| 1989 | En concert à Banlieues Bleues                                | 52e Rue Est               |                                                                            |
| 1991 | I Didn't Know About You                                      | Timeless Records          |                                                                            |
| 1995 | Lover Man                                                    | Timeless                  |                                                                            |
| 1995 | Sophisticated Lady                                           | West Wind                 |                                                                            |
| 1995 | Blue Ballads                                                 |                           | With John Hicks, George Mraz, Billy Drummond                               |
| 1997 | Something to Live For                                        | Timeless                  |                                                                            |
| 2000 | Black Ballads                                                | Timeless                  |                                                                            |
| 2001 | Live in New York                                             |                           | concerto conjunto com Roswell Rudd                                         |
| 2001 | Hungarian Bebop                                              | BMC Records               | com o quarteto de Mihály Dresch                                            |

### Como sideman
Com Cecil Taylor
- The World of Cecil Taylor (1960)
- Air (1960)
- Cell Walk for Celeste (1961)
- Jumpin' Punkins (1961)
- New York City R&B (1961)

Com The New York Contemporary Five
- Consequences (Fontana, 1963)
- Rufus (Fontana, 1963) sem Don Cherry
- New York Contemporary Five Vol. 1 (Sonet Records|Sonet, 1963)
- New York Contemporary Five Vol. 2 (Sonet Records|Sonet, 1963)
- Bill Dixon 7-tette/Archie Shepp and the New York Contemporary 5 (Savoy, 1964) (One side of LP)

Com John Coltrane
- Ascension (1965)
- The Major Works of John Coltrane (1965)
- A Love Supreme (1965)

Com o Chet Baker Quintet
- In Memory of (L & R Music, 1988)

Com Dave Burrell
- Echo (1969)

Com Material
- One Down (1982)

Com Frank Zappa
- You Can't Do That on Stage Anymore, Vol. 4 (1991)